# 雷電神社 (さいたま市)
雷電神社（らいでんじんじゃ）は、埼玉県さいたま市北区の神社。

## 歴史
創建年代は不明である。ただ別当寺の「三明院」が戦国時代に創建されていることから、その頃に創建されたものと推測される。三明院は修験道本山派の寺院であったが、明治初期の神仏分離により、廃寺に追い込まれた。
1873年（明治6年）、近代社格制度に基づく「村社」に列せられ、1886年（明治19年）に三明院が別当寺を務めていた「氷川社」を合祀した。そのため、現在の当社の鳥居の扁額には「雷電神社（右）氷川神社（左）」と書かれている。

## 交通アクセス
- 今羽駅より徒歩6分。